# Ansembourg
Ansembourg (Luxemburgs: Aansebuerg, Duits: Ansemburg) is een plaats in de gemeente Helperknapp en het kanton Mersch in Luxemburg. Ansembourg telt 40 inwoners (2001). Het dorp is gelegen aan de Eisch. Ondanks het kleine aantal inwoners kent Ansembourg twee kastelen: de Burcht Ansembourg ("het oude kasteel") op een heuvel en het Château d’Ansembourg ("het nieuwe kasteel") in het rivierdal.
Ansembourg maakte deel uit van de gemeente Tuntange totdat deze op 1 januari 2018 fuseerde met de gemeente Boevange-sur-Attert tot de huidige gemeente Helperknapp.

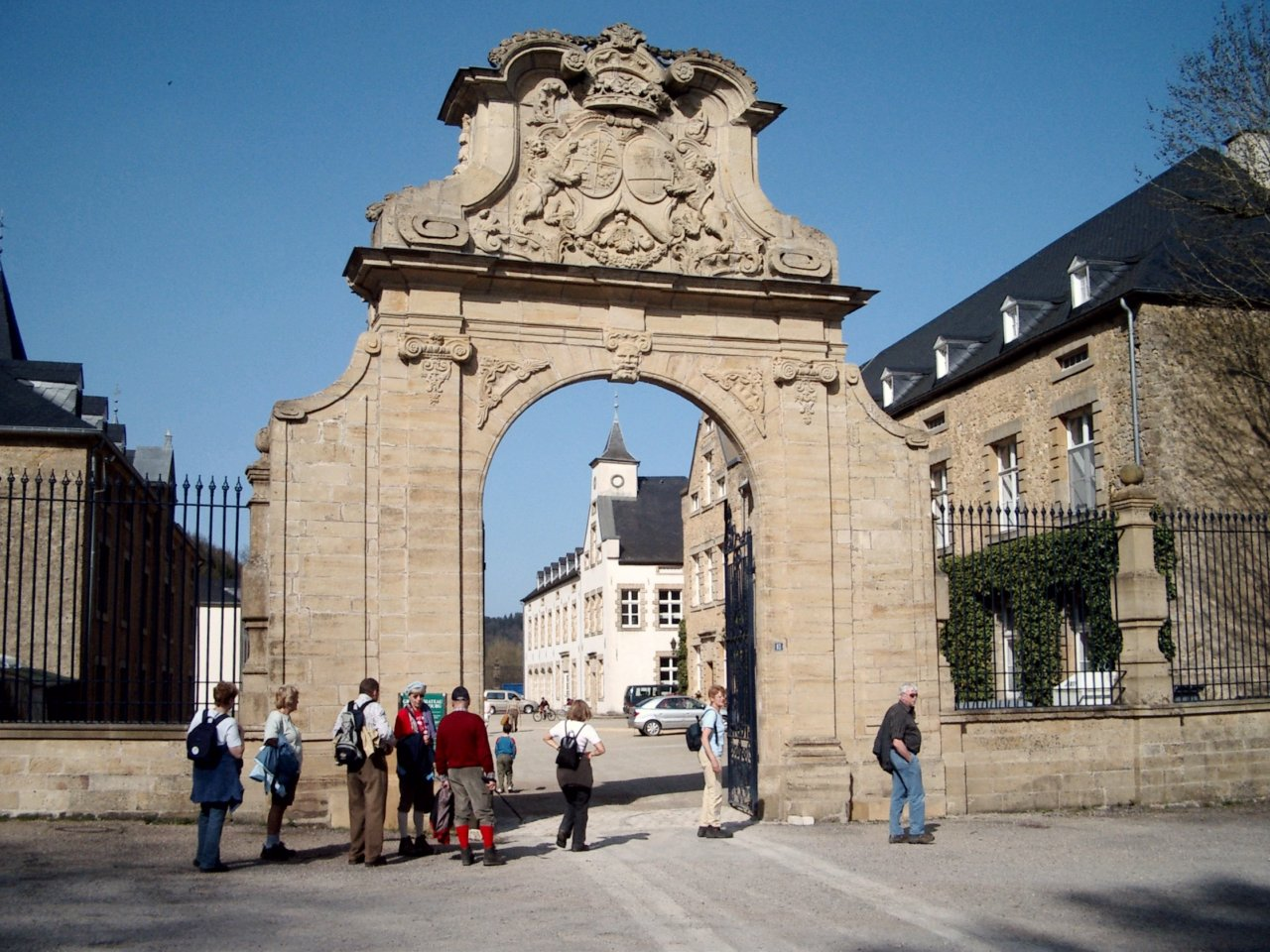
De poort van het Château

Ansembourg · Bill · Boevange-sur-Attert · Bour · Brouch · Buschdorf · Finsterthal · Grevenknapp · Hollenfels · Marienthal · Openhalt · Tuntange

Luxemburgse gemeenten · Kanton Mersch · Luxemburg